# Polydesmus serridens
Polydesmus serridens är en mångfotingart som beskrevs av Peters 1864. Polydesmus serridens ingår i släktet Polydesmus och familjen plattdubbelfotingar. Inga underarter finns listade i Catalogue of Life.